# Hamborn
Hamborn ist ein Stadtbezirk der kreisfreien Stadt Duisburg in Nordrhein-Westfalen. Er umfasst die Stadtteile Alt-Hamborn, Marxloh, Neumühl, Obermarxloh und Röttgersbach und hat 77.520 Einwohner (Stand: 31. Dezember 2023) auf einer Fläche von 20,84 km². Bis zum Zusammenschluss mit dem Stadtkreis Duisburg im Jahr 1929 zu Duisburg-Hamborn war Hamborn ein selbständiger Stadtkreis und zählte damals zu den 40 größten Städten Deutschlands.

## Geschichte
Erwähnt wird der Ort Hamborn bereits um 962 als Havenburn, was so viel wie „Viehtränke“ bedeutete. Namensgeber war ein am heutigen Standort der Abtei St. Johann gelegener Gutshof Havenburen. Diesen Landbesitz schenkte im Jahre 1136 der Edle Gerhard von Hochstaden dem Kölner Erzbischof mit der Auflage, dort ein Prämonstratenserkloster zu errichten. Die Klostergründung selbst erfolgte durch die Abtei Steinfeld in der Eifel. Die Siedlung und die benachbarten Bauerschaften gehörten zum Herzogtum Kleve und kamen mit diesem 1614/1666 an Brandenburg-Preußen. Anfang des 19. Jahrhunderts war Hamborn eine kleine Ortschaft innerhalb der Bürgermeisterei Holten im Landkreis Dinslaken, ab 1823 Landkreis Duisburg und ab 1873 nach Ausscheiden der Stadt Duisburg aus dem Kreis Landkreis Mülheim an der Ruhr. 1886 wurde Hamborn Teil der Bürgermeisterei Beeck und kam mit ihr 1887 zum neugebildeten Landkreis Ruhrort, der nach Ausscheiden von Ruhrort und Meiderich 1909 in Landkreis Dinslaken umbenannt wurde.

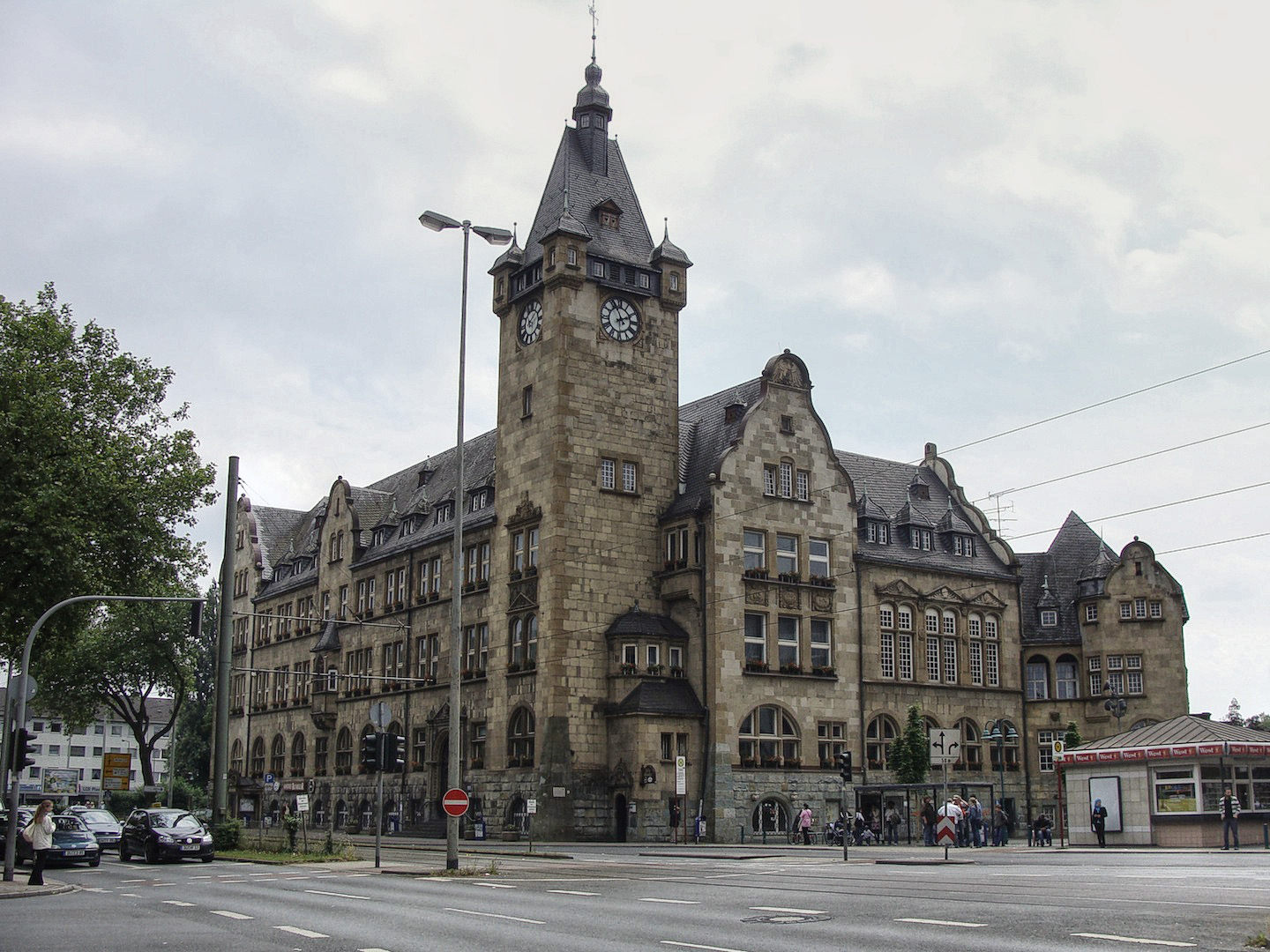
Hamborner Rathaus, erbaut zwischen 1902 und 1904 (2009)

Am 6. April 1898 beschloss der Gemeinderat von Hamborn die Einführung eines Wochenmarktes, sodass die Händler fortan am Altmarkt ihre Stände aufbauten. Im Jahre 1900 wurde die Bürgermeisterei Hamborn gebildet. Sie umfasste die Bauerschaften Alsum, Bruckhausen, Marxloh, Hamborn-Wittfeld, Schmidthorst, Neumühl und Fahrn.
1890 hatte Hamborn 7.983 Einwohner. Am 1. April 1900, als der neuen Bürgermeisterei Hamborn die Ortsteile Alsum, Schwelgern, Marxloh und Bruckhausen angegliedert worden waren, hatte Hamborn rund 28.000 Einwohner. 1906 bereits hatte Hamborn 70.356 Einwohner.
1910 überschritt die Einwohnerzahl der jungen Gemeinde mit Helene Kropp, nach der auch eine Straße benannt ist, bereits die 100.000-Einwohner-Marke. Am 1. April 1911 wurden in Hamborn 102.800 Bürger gezählt, was einem Zuwachs von 75.000 Neu-Bürgern in nur zehn Jahren entspricht. Das „größte Dorf Preußens“ war faktisch eine Großstadt, ohne bis dahin Rechte als Stadt zu besitzen. Diese Rechte erhielt Hamborn am 1. April 1911. Am 1. Mai 1911 schied Hamborn aus dem Landkreis Dinslaken aus und wurde zu einem Stadtkreis.
Um die drohende Eingemeindung nach Duisburg zu verhindern, bemühte sich in den 1920er Jahren Hugo Rosendahl als Hamborner Bürgermeister erfolglos um die Eingemeindung der Städte Dinslaken und Sterkrade. Los von Duisburg sei die Losung. Ruf es aus in alle Welt: Los von Duisburg die Parole, solange uns die Brust noch schwellt…, so heißt es in einem zeitgenössischen Gedicht des Jahres 1931, nachdem am 1. August 1929 Hamborn mit der Stadt Duisburg und den Ortschaften Huckingen, Mündelheim und Rahm aus dem Amt Angermund im Landkreis Düsseldorf zur neuen Stadt Duisburg-Hamborn vereinigt wurde, die dann am 1. April 1935 in Duisburg umbenannt wurde. Hamborn wird seitdem als Stadtteil geführt.
Aufgrund der geänderten Gemeindeordnung wurden in allen kreisfreien Städten Nordrhein-Westfalens ab 1975 Stadtbezirke eingerichtet. Bereits vor der Neufassung der Gemeindeordnung gab es einen statistischen Stadtbezirk Hamborn. Aus dem neu eingerichteten Stadtbezirk wurden Bruckhausen und das alte Fahrn herausgetrennt. Es verblieben die Stadtteile Alt-Hamborn, Marxloh, Neumühl, Obermarxloh und Röttgersbach. Bruckhausen wurde dem Stadtbezirk Meiderich-Beeck, das alte Fahrn dem Stadtbezirk Walsum zugeschlagen.
Alle Duisburger Stadtbezirke haben eigene Bezirksvertretungen mit einem Bezirksvorsteher an der Spitze. Erster Bezirksvorsteher wurde nach der kommunalen Neugliederung 1975 Heinrich Hamacher (1916–1986, SPD), der dieses Amt bis zu seinem Tode am 21. Mai 1986 bekleidete. Nach dessen Tode übernahm der stellvertretende Bezirksvorsteher Karl-Georg Hellbach (1922–2008, CDU) dieses Amt für kurze Zeit kommissarisch ehe Inge Riederer (* 1927, SPD), Ehefrau des SPD-Landtagsabgeordneten Anton Riederer, von 1986 bis 1994 Bezirksvorsteherin von Hamborn war. Ihr Nachfolger als Bezirksvorsteher war von 1994 bis 2004 Winfried Besold (1933–2008, SPD), der 1986 für Heinrich Hamacher als Mitglied der Bezirksvertretung nachrückte. Nach der Kommunalwahl vom 26. September 2004 wurde Uwe Heider (* 1955, SPD) Bezirksvorsteher beziehungsweise seit 2014 Bezirksbürgermeister des Stadtbezirks Hamborn. Zum 28. Februar 2019 legte er sein Amt als Bezirksbürgermeister nieder, woraufhin der bisherige 1. Stellvertretende Bezirksbürgermeister Marcus Jungbauer (* 1971, CDU) am 28. März 2019 als dessen Nachfolger neuer Bezirksbürgermeister Hamborns wurde.

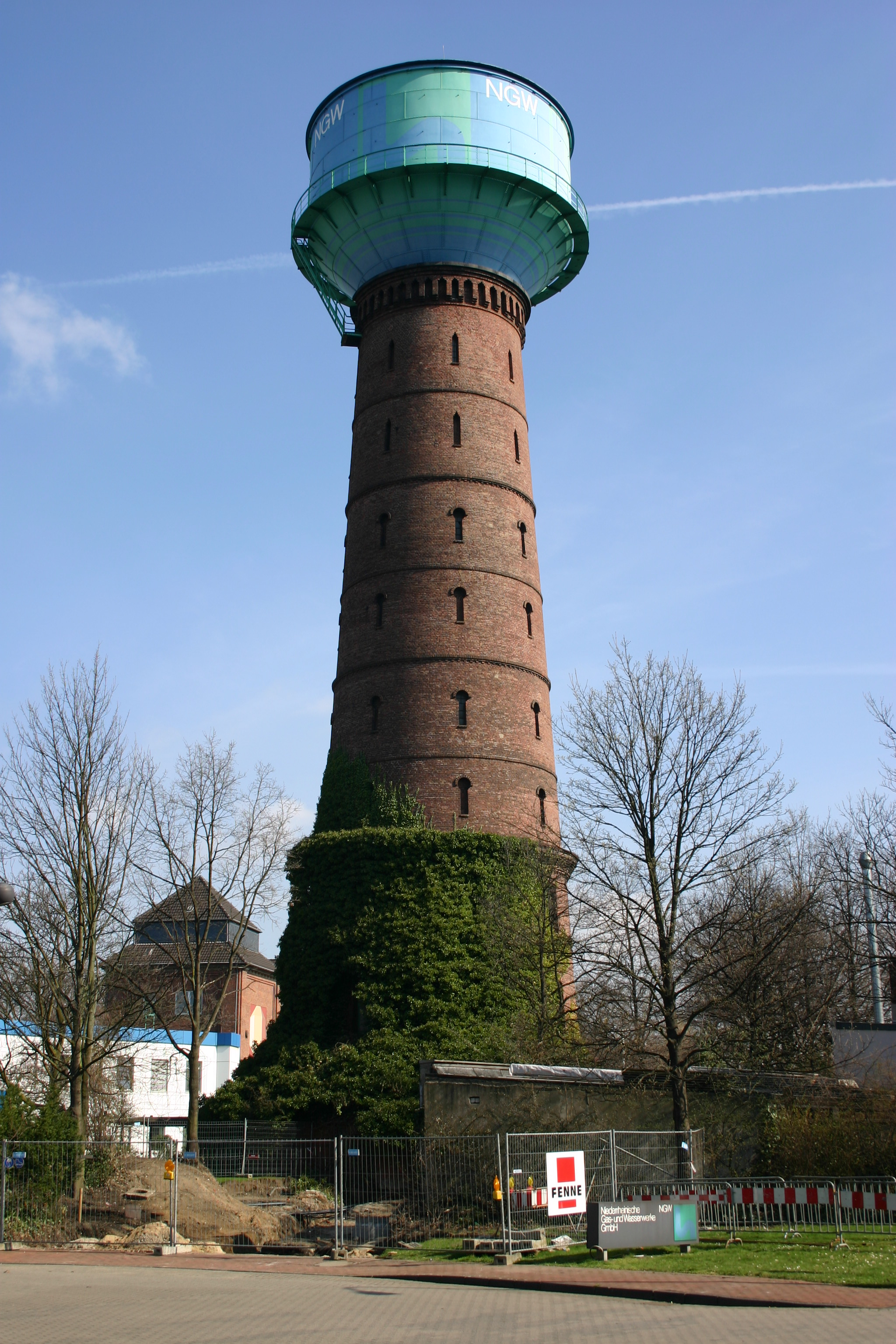
Wasserturm der Niederrheinischen Gas- und Wasserwerke auf der Alleestraße

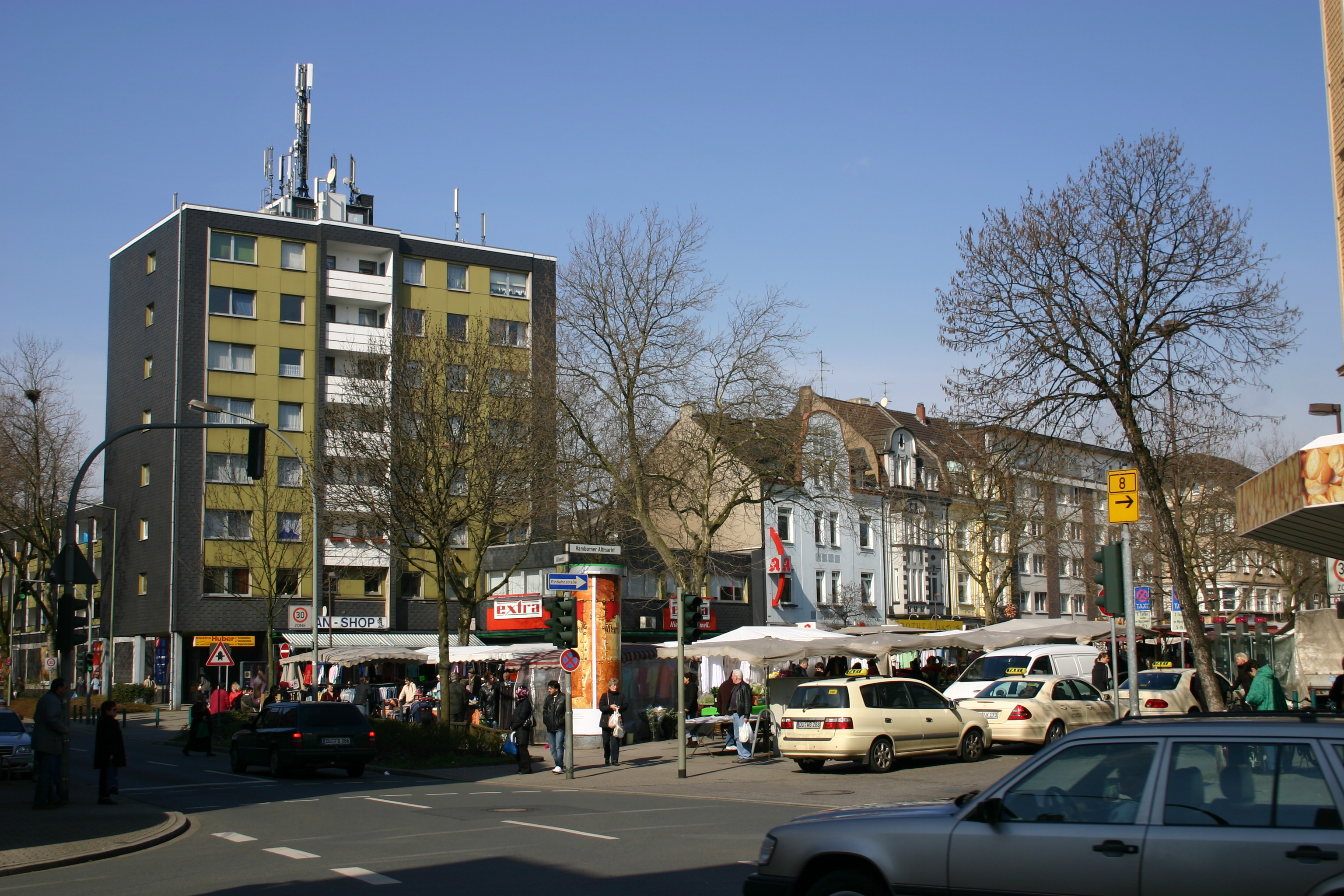
Hamborner Altmarkt

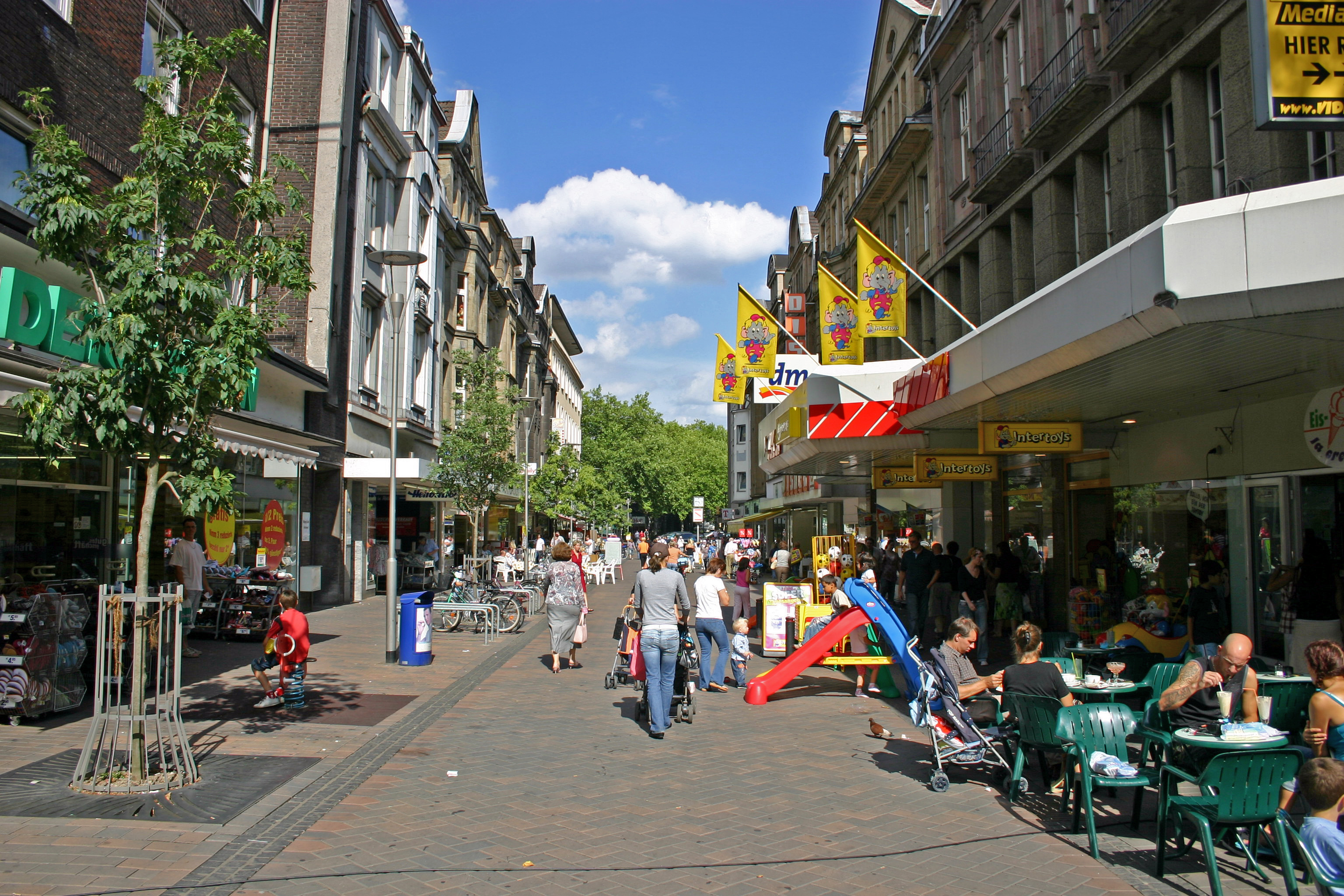
Einkaufsmeile Jägerstraße

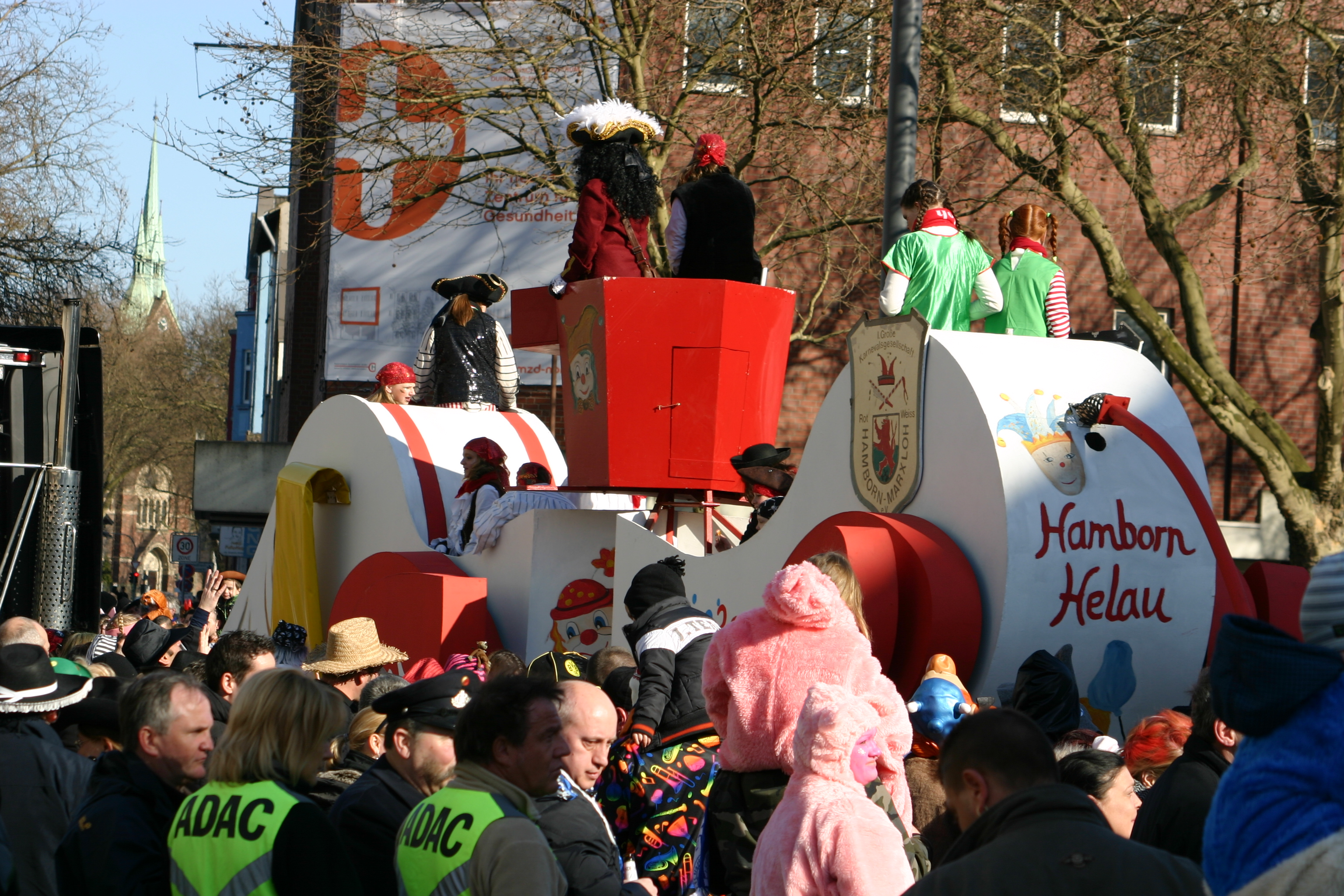
Kinderkarnevalszug in Hamborn

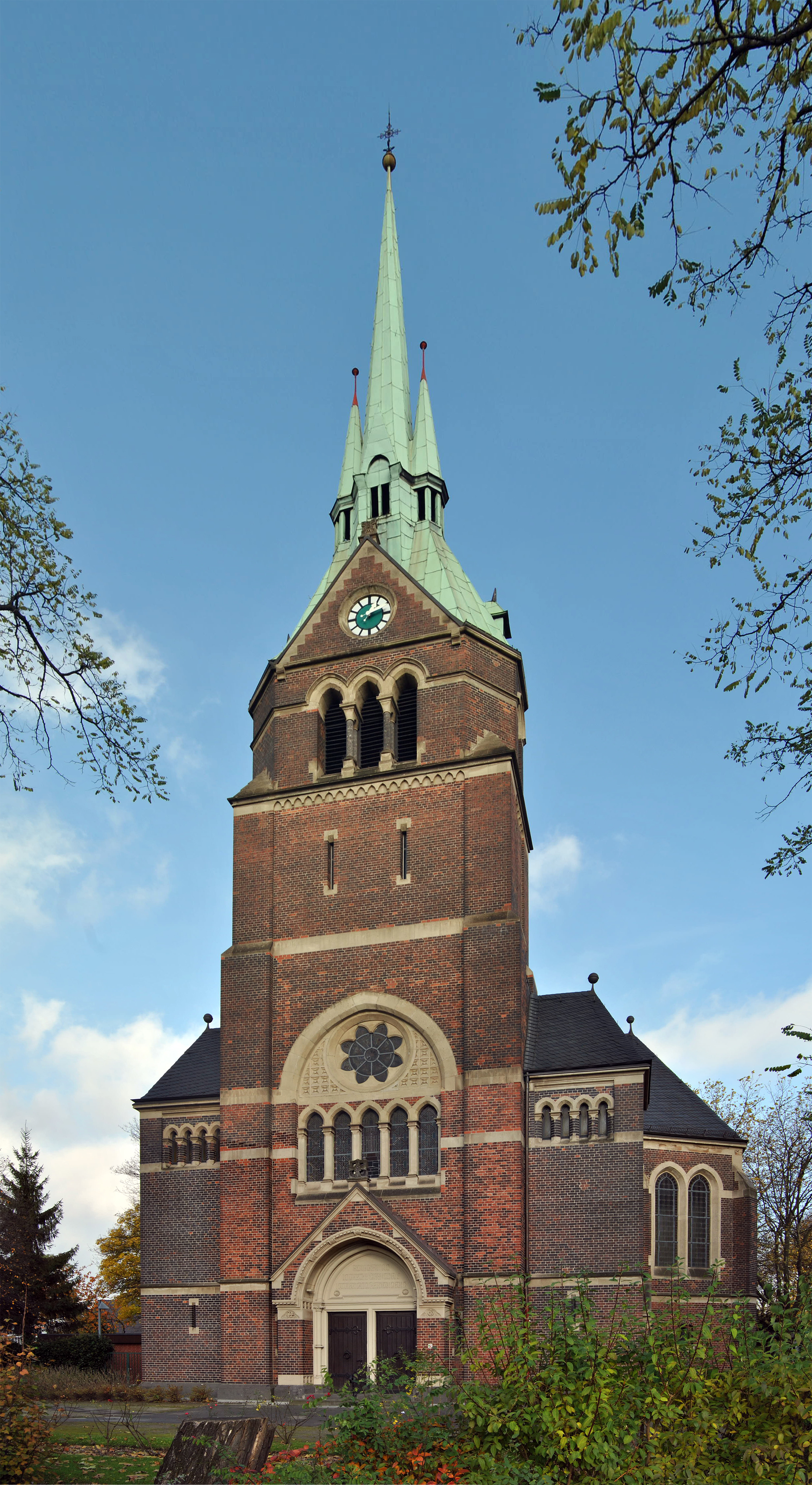
Friedenskirche an der Duisburger Straße, vollendet 1897 nach Plänen von Karl Doflein

## Wappen
Blasonierung: Das Wappen der ehemaligen Stadt Hamborn zeigt in silber (weiß) und grün quergeteiltem Schild einen nach rechts gewendeten, steigenden, zweischwänzigen, gekrönten roten Löwen. Das Oberwappen zeigt eine rote Mauerkrone mit drei Türmen.
Bedeutung: Das Wappen ist leicht abgewandelt von dem Wappen der Herren von Horst. Alexander von Horst war von 1782 bis 1790 Abt in Hamborn. In dieser Form wurde das Wappen von 1911 bis 1929 genutzt. Wegen der dann erfolgten Eingemeindung nach Duisburg, wurde eine Genehmigung des Wappens durch den Regierungspräsidenten nie beantragt. Das Wappen zierte offizielle Schriftstücke der Stadt Hamborn. In einigen Varianten hält der Löwe Schlägel und Eisen, die Symbole des Bergbaus in seinen Pranken.

## Einwohnerentwicklung
Die folgende Übersicht zeigt die Einwohnerzahlen der Gemeinde Hamborn (ab 1910 Großstadt) nach dem jeweiligen Gebietsstand. Dabei handelt es sich um Schätzungen, Volkszählungsergebnisse (¹) oder amtliche Fortschreibungen der jeweiligen Statistischen Ämter beziehungsweise der Stadtverwaltung selbst. Die Angaben beziehen sich ab 1843 auf die „Ortsanwesende Bevölkerung“ und ab 1925 auf die Wohnbevölkerung. Vor 1843 wurde die Einwohnerzahl nach uneinheitlichen Erhebungsverfahren ermittelt. Seit 1. August 1929 ist Hamborn Teil der Stadt Duisburg. Bei der Volkszählung im Jahre 1970 hatte der Stadtbezirk eine Einwohnerzahl von 112.946.
| Jahr               | Einwohner |
| ------------------ | --------- |
| 1816               | 1.550     |
| 1. Dezember 1871 ¹ | 2.710     |
| 1. Dezember 1890 ¹ | 4.095     |
| 2. Dezember 1895 ¹ | 11.200    |
| 1. Dezember 1900 ¹ | 32.597    |
| 1. Dezember 1905 ¹ | 67.453    |

| Jahr               | Einwohner |
| ------------------ | --------- |
| 1. Dezember 1910 ¹ | 101.703   |
| 1. Dezember 1916 ¹ | 96.635    |
| 5. Dezember 1917 ¹ | 107.516   |
| 8. Oktober 1919 ¹  | 110.102   |
| 16. Juni 1925 ¹    | 126.043   |
| 31. Dezember 1928  | 132.547   |

¹ Volkszählungsergebnis
Der heutige Stadtteil Alt-Hamborn hat 11.148 Einwohner (Stand: 31. Dezember 2023).

## Oberbürgermeister

### Stadt Hamborn
- 1911–1919: Friedrich Schrecker
- 1919–1920: Paul Mülhens
- 1921–1929: Hugo Rosendahl, Zentrum

### Stadt Duisburg-Hamborn
- 1929–1933: Karl Jarres, DVP (vorher Oberbürgermeister der Stadt Duisburg)
- 1933–1934: Ernst Heinrich Kelter
- 1934–1935: Just Dillgardt, NSDAP (danach Oberbürgermeister der Stadt Essen)

## Kultur und Sehenswürdigkeiten
- Botanischer Garten Hamborn
- Stadtpark Hamborn
- Jubiläumshain
- Walter-Schädlich-Halle

## Verkehr

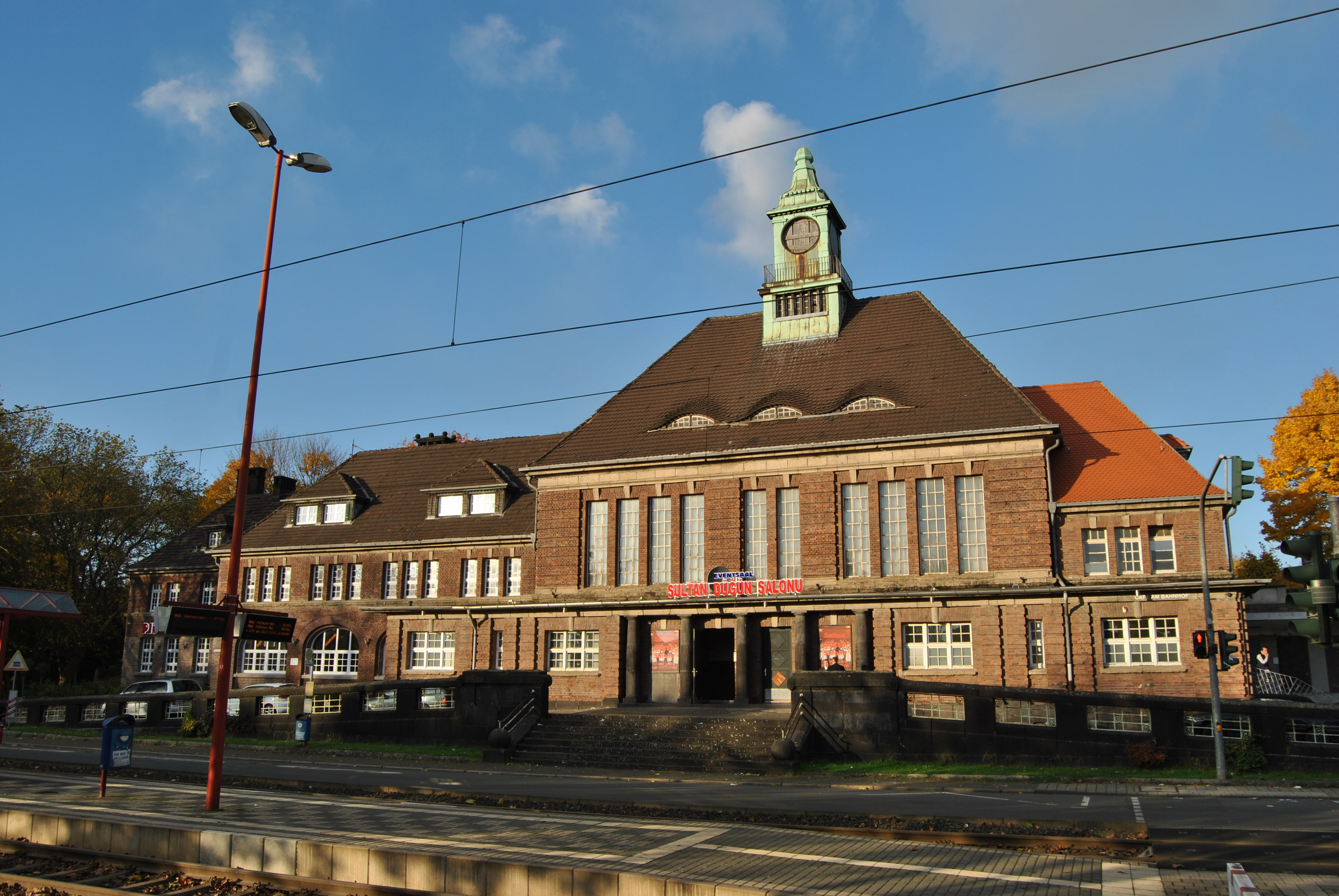
Bahnhof Duisburg-Hamborn, im Vordergrund die Straßenbahnstrecke

Der Bahnhof Duisburg-Hamborn liegt an der Walsumbahn. Der SPNV wurde 1983 eingestellt.

## Gebürtige Hamborner
- Daniel Morian (1811–1887), Montan-Unternehmer und Ratsherr
- Johannes Kellinghaus (1881–1956), Erster Bürgermeister der Stadt Osterfeld
- Friedrich Stoffels (1898–1944), Zeuge Jehovas, Opfer der NS-Kriegsjustiz
- Wilhelm Westecker (1899–1974), Kulturjournalist und Schriftsteller
- Fritz Ketz (1903–1983), Maler und Grafiker
- Rudolf Stampfuß (1904–1978), Prähistoriker
- Ottokar Bonmann (1906–1977), römisch-katholischer Ordenspriester
- Karl-Heinz Stroux (1908–1985), Schauspieler, Regisseur und Theaterleiter
- Friedrich Borges (1909–1975), Politiker (SPD)
- Matthias „Mattes“ Billen (1910–1989), Fußball-Nationalspieler
- Karl Rainer (1910–1999), Maler, Industriegrafiker und Kunsterzieher
- Paul Zielinski (1911–1966), Fußball-Nationalspieler, WM-Teilnehmer 1934 in Italien
- Heinz Trökes (1913–1997), Maler und Graphiker
- Dagmar Faber (1913–1998), Schriftstellerin, Journalistin und Publizistin
- Willy Bartock (1915–1995), Lyriker, Dramatiker, Arbeiterschriftsteller
- Hanns-Heinz Bielefeld (1918–2018), Politiker
- Shaul Esh (1921–1968), israelischer Historiker und Holocaustforscher
- Walter Schädlich (1922–2016), Handball-Nationalspieler, Sportlehrer
- Ursula Wölfel (1922–2014), Kinderbuchautorin
- Ernst Kozub (1924–1971), Heldentenor
- Frithjof Elmo Porsch (1924–2015), Schriftsteller
- Heinrich Schepers (1925–2020), Philosoph und Leibniz-Spezialist
- Karlheinz Hoffmann (1927–2012), Jesuit und Journalist
- Gisela Hundertmarck (1930–1997), Erziehungswissenschaftlerin
- Manfred Deckers (1934–2020), Montanwissenschaftler und Hochschullehrer
- Karl-Theodor Kalveram (1935–2019), Psychologe und Professor
- Jacques Berndorf (1936–2022) (eigentlich Michael Preute), Journalist und Schriftsteller
- Ludger Horstkötter (1939–2022), römisch-katholischer Geistlicher und Historiker
- Walter Hellmich (* 1944), Fußballfunktionär und Bauunternehmer
- Werner Scholz (* 1944), Fußballspieler und -trainer
- Mechthild Schulze-Dörrlamm (* 1944), Mittelalterarchäologin
- Johannes Pflug (* 1946), SPD-Bundestagsabgeordneter
- Hanns Heinrich Schumacher (* 1948), Diplomat und Botschafter
- Karl A. Lamers (* 1951), CDU-Bundestagsabgeordneter
- Volker Mosblech (1955–2024), CDU-Bundestagsabgeordneter
- Clemens Dölken (* 1956), römisch-katholischer Geistlicher
- Sabine Weiss (* 1958), 1999–2009 Bürgermeisterin der Stadt Dinslaken und Bundestagsabgeordnete
- Albert Thomas Dölken (* 1960), Abt des Prämonstratenserklosters Hamborn
- Sören Link (* 1976), SPD-Landtagsabgeordneter, Oberbürgermeister von Duisburg